# Hadelöv

Hadelöv är en gård från medeltiden i Mjölby socken (nuvarande Mjölby kommun). 

## Historik
Cecilia Petersdotter (i sigill en bjälke i övre kanten, därunder dubbla sågskuror), änka efter Knut Finvidsson, skänkte
1405 till Skänninge nunnekloster såsom ingift för Märta Finvidsdotter och som underhåll för sig och henne en gård i Hadhlöghe, som ligger för 7⁄4 åtting jord. Hadelöv, Lundby, Miskarp och Sörby tillhörde 1687 delvis Hulterstad. Hadelöv, 1 mantal tillhörde 1884 och därefter kamreren K. A. Hagelin och 1 mantal tillhörde 1884 Klas L. Viström. År 1894 och därefter Er. O. Olsson.

## Areal
Hadelöv bestod av 3 1⁄2 mantal.